# Interestatal PR1
La carretera de Puerto Rico 52 (PR-52) es una carretera de peaje en Puerto Rico conocida como autopista Luis A. Ferré. Se extiende desde la carretera PR-1 en el suroeste de Río Piedras y se dirige al sur hasta su intersección con la PR-2 en Ponce. En el extremo norte, la PR-18 continúa al norte desde la PR-52 hacia San Juan y es conocida ahí como expreso Las Américas. Las rutas PR-18 y PR-52 son oficialmente designadas como Interestatal PR1.

Carretera PR-52 por municipio
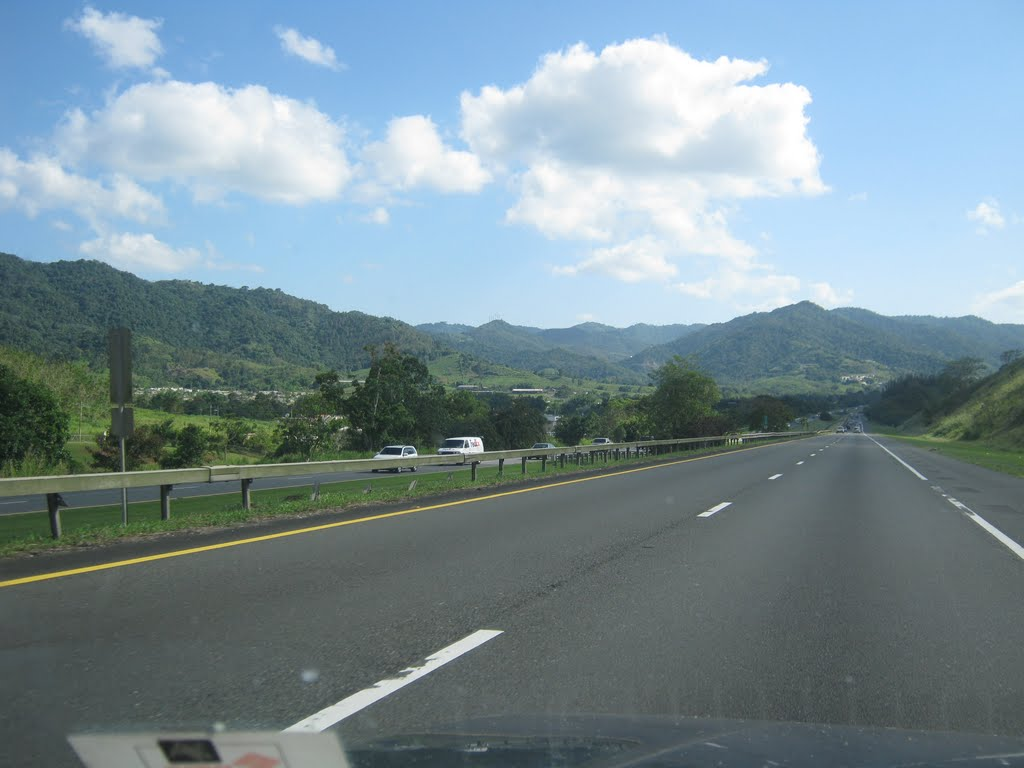
Camino al sur en Cayey
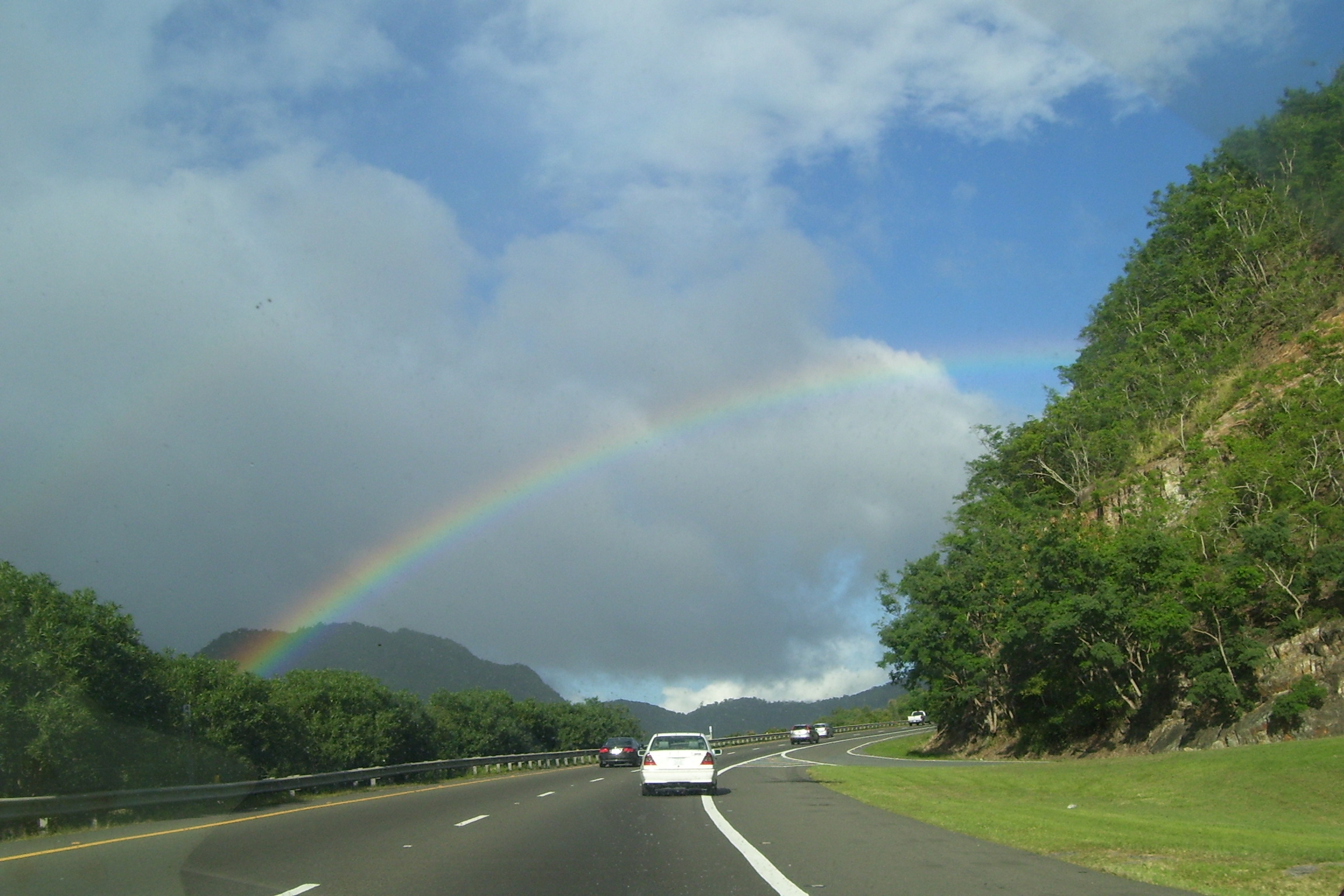
Rumbo al norte entre Salinas y Cayey

## Descripción de la ruta

Mapa detallado de la autopista PR-52 en el municipio de Ponce

La PR-52 es la autopista de peaje más larga y la segunda más transitada de Puerto Rico. La carretera es principalmente una vía de 2 carriles en cada dirección. El tramo entre el peaje de Caguas y el pueblo de Salinas cruza la cordillera Central, lo que resulta en un tramo más curvo y montañoso que los otros tramos de la carretera. También experimenta más niebla y menor visibilidad que el resto de la carretera debido a la altitud. El límite de velocidad también se reduce en la zona.
En esta autopista se encuentra una de las únicas 2 áreas de descanso de Puerto Rico. La otra área de descanso está ubicada en la PR-53, solo en dirección norte, cerca del límite entre los municipios de Humacao y Naguabo; sin embargo, está señalizada como zona escénica, y, al igual que el área de descanso en la PR-52, no tiene instalaciones. La zona de descanso de la PR-52 no cuenta con instalaciones de socorro, vending o servicios como un restaurante o una gasolinera. La zona de descanso sí incluye un importante monumento: el Monumento al Jíbaro Puertorriqueño. Las Tetas de Cayey también son visibles desde esta área de descanso.
La autopista PR-52 pasa extremadamente cerca del pueblo de Cidra, aproximadamente entre los kilómetros 30 y 34. De hecho, la salida 32 hacia Guavate está tan cerca de la colindancia de Cidra que una vez se toma la salida, en lugar de ir hacia el sur, hacia Guavate y Patillas por carretera PR-184, en dirección norte termina rápidamente en la PR-1 y se muestra un cartel de bienvenida a Cidra. La autopista de peaje nunca ingresa a Cidra, pero la PR-1, la carretera paralela de Ponce a San Juan, sí.
El límite de velocidad de San Juan a Caguas es de 65 millas por hora (105 km/h). De Caguas a Salinas, la velocidad es de 55 millas por hora (89 km/h), y de Salinas a Ponce es de 65 millas por hora (105 km/h).

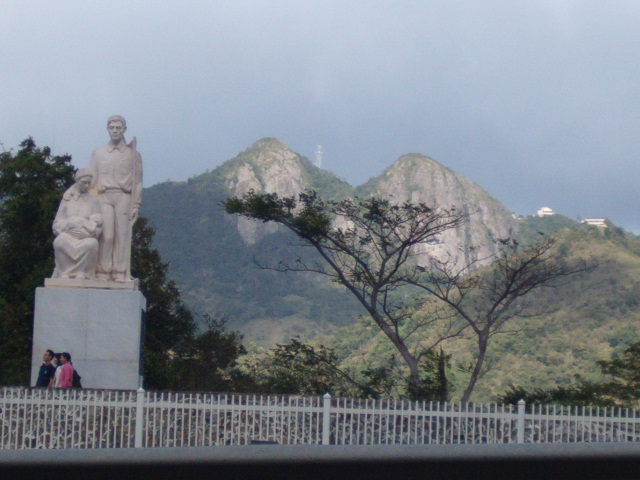
El Monumento al Jíbaro Puertorriqueño y las Tetas de Cayey
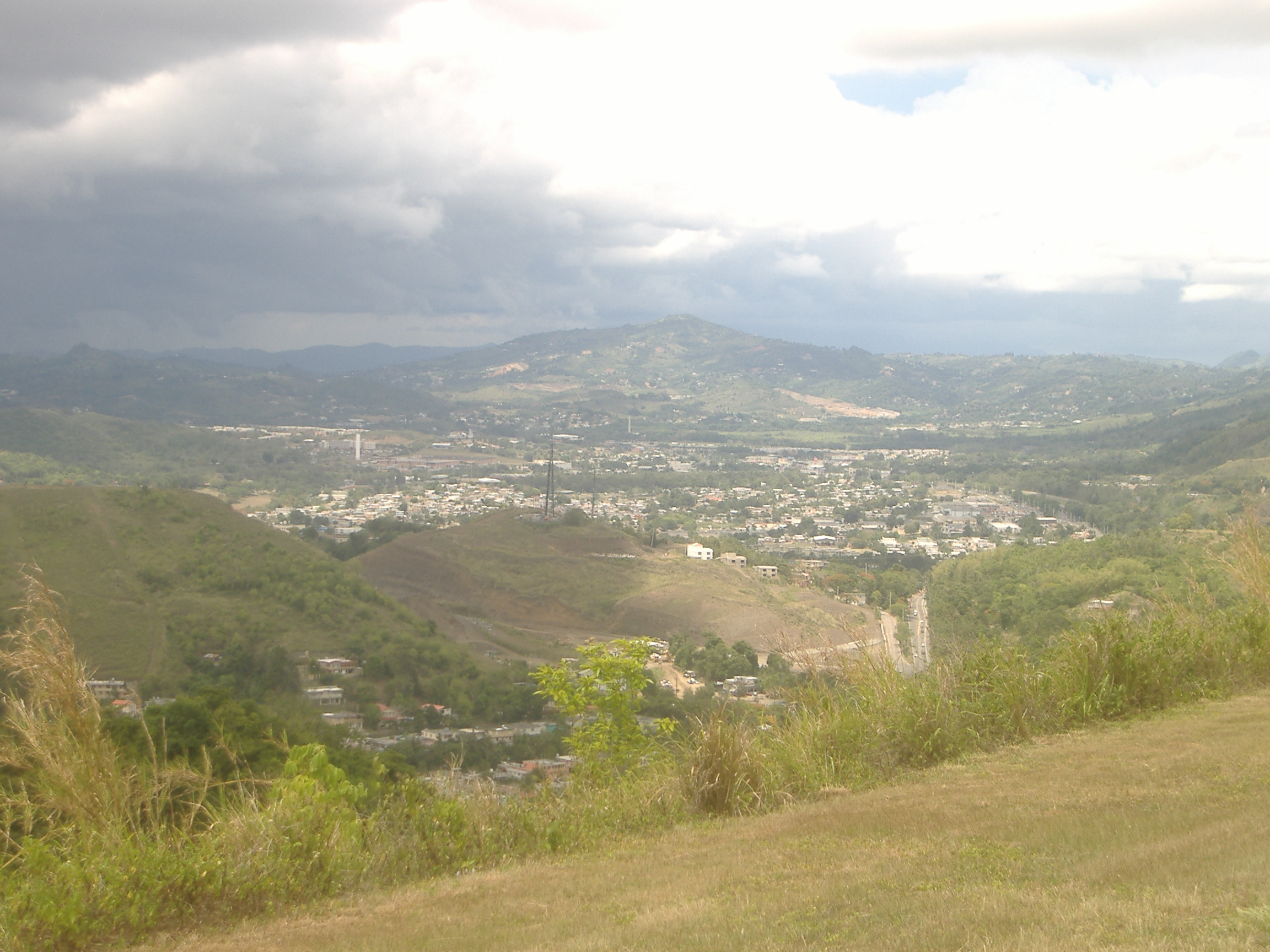
Vista del pueblo de Cayey desde la autopista PR-52
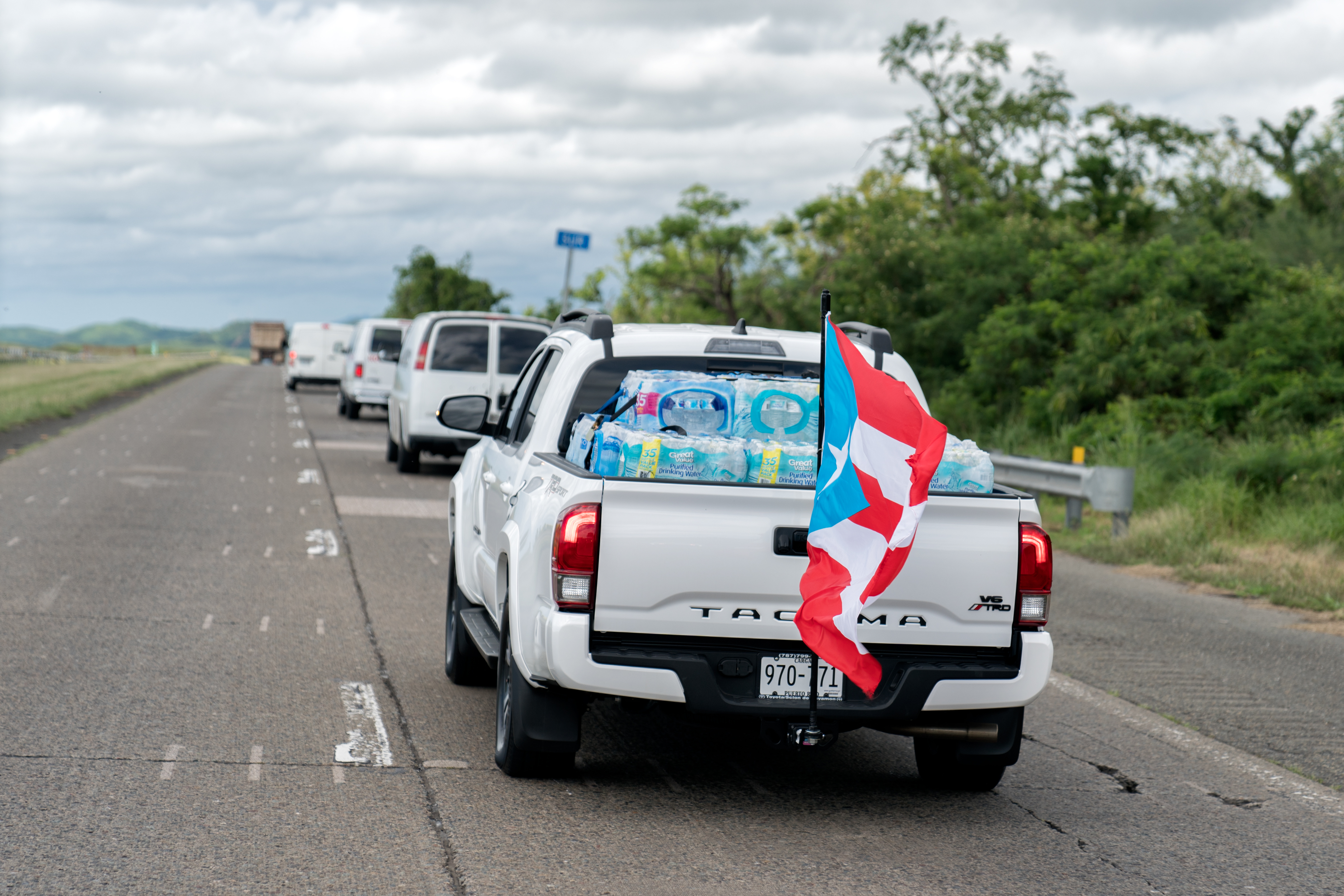
Una camioneta Toyota Tacoma en la PR-52 sur con agua embotellada y la bandera de Puerto Rico después del huracán María (2017)

### Carril expreso
En el año 2021, el Departamento de Transportación y Obras Públicas (DTOP) y la Autoridad de Carreteras y Transportación (ACT) inauguraron un carril expreso con peaje dinámico (DTL, por sus siglas en inglés) entre San Juan y Caguas para ayudar a aliviar la congestión vehicular en las horas de mayor demanda. Este carril de modalidad reversible se extiende desde el expreso PR-18, en las inmediaciones del Centro Médico, hasta la plaza de peaje de Caguas Norte con una tarifa variable entre $0,50 y $6,00 dólares por dirección. El límite de velocidad en el trayecto de cerca de 14 kilómetros oscila entre 50 y 55 millas por hora (80 y 89 km/h). Se espera que a largo plazo se extienda el carril hasta la PR-30 en dirección a Gurabo.

## Historia
La construcción de esta autopista de 108,5 kilómetros (67,4 millas) se llevó a cabo durante la administración del gobernador Luis A. Ferré, quien se formó como ingeniero civil. La PR-52 fue la primera carretera de peaje de Puerto Rico y fue construida a un costo de $125 millones de dólares. La construcción de esta vía se inició en octubre de 1968 durante la administración del gobernador Roberto Sánchez Vilella, también ingeniero de formación, y continuó durante el mandato de Luis A. Ferré. Luego se llamó autopista Las Américas y se planeó que se extendiera desde San Juan hasta Ponce. El 9 de diciembre de 1993 se sancionó la Ley 118 que cambió el nombre de la vía a autopista Luis A. Ferré. La autopista es actualmente la más larga de la isla, pero esto cambiará cuando la PR-22, de 84,3 kilómetros (52,4 millas), se extienda hasta Aguadilla. En marzo de 1969, la carretera se convirtió en una autopista de peaje. La Autoridad de Carreteras y Transportación de Puerto Rico informó que se agregaron peajes a la carretera para acelerar su construcción. La carretera fue terminada en 1975 durante la primera administración del gobernador Rafael Hernández Colón.
El 22 de julio de 2019, más de medio millón de puertorriqueños cerraron la carretera PR-52 exigiendo la renuncia del entonces gobernador Ricardo Rosselló tras una conversación de Telegram filtrada entre el gobernador y varios miembros de su gabinete.

## Mantenimiento
Al igual que el resto de las carreteras estatales, la carretera PR-52 es administrada y mantenida por el Departamento de Transportación y Obras Públicas de Puerto Rico (DTOP).

## Peajes
| Ubicación            | Tarifa | Dirección                  | AutoExpreso | Carril R           | Semáforo de balance |
| -------------------- | ------ | -------------------------- | ----------- | ------------------ | ------------------- |
| Rampa de Montehiedra | $0,50  | Entrada norte              |             |                    |                     |
| Caguas Norte         | $1,00  | Norte                      |             | En dirección norte | En dirección norte  |
| Caguas Sur           | $0,70  | Norte y sur                |             | En dirección sur   | En dirección sur    |
| Salinas              | $1,10  | Norte y sur                |             | En dirección norte | En dirección norte  |
| Rampa de Salinas     | $0,50  | Salida norte y entrada sur |             |                    |                     |
| Juana Díaz Este      | $0,70  | Sur                        |             |                    | Solo en R           |
| Juana Díaz Oeste     | $0,70  | Norte                      |             |                    | Solo en R           |
| Ponce                | $1,00  | Norte y sur                |             |                    |                     |
| Notas 1. 2. 3.       |        |                            |             |                    |                     |

## Lista de salidas
| Municipio | Ubicación                     | km               | ×                                        | Destinos                                                            | Notas |
| --- | ----------------------------- | ---------------- | ---------------------------------------- | ------------------------------------------------------------------- | --- |
| San Juan | Monacillo Urbano              | ↑0,0             |                                          | · – San Juan, Bayamón, Hato Rey                                     | Sin acceso a la PR-1 sur desde la PR-52 norte ni a la PR-52 sur desde la PR-1 norte; extremo norte de la PR-52 y sur de la PR-18              |
| San Juan | Monacillo Urbano              | ↑0,3             | 0                                        | · – Carolina, Río Piedras, Trujillo Alto                            | Sin acceso a la PR-1 sur desde la PR-52 norte ni a la PR-52 sur desde la PR-1 norte; extremo norte de la PR-52 y sur de la PR-18              |
| San Juan | Monacillo Urbano              | ↓0,75            | 1A                                       | · – Guaynabo, Bayamón                                               | |
| San Juan | Monacillo Urbano              | ↓1,0             | 1B                                       | · – Cupey                                                           | |
| San Juan | Monacillo Urbano              | ↑1,1             |                                          | · Carril expreso norte – San Juan                                   | Acceso al carril expreso norte; peaje con cobro electrónico                                                                                   |
| San Juan | Monacillo Urbano              | ↑1,2             | 1                                        | – Guaynabo, Bayamón, Cupey                                          | |
| San Juan | Monacillo, Caimito            | ↓2,1- ↑2,9       | 2                                        | – Guaynabo, Trujillo Alto, Cupey                                    | Intercambio tipo diamante |
| San Juan | Caimito                       | ↓3,85            | 4A                                       | Avenida Montehiedra – Caimito, Camino Los Romero                    | Peaje con cobro electrónico en la entrada norte; salidas señalizadas como 4A (oeste), 4B (este) y 4 (oeste y este); antiguas salidas 3A-B y 3 |
| San Juan | Caimito                       | ↓ 4,05 ↑         | 4B                                       | Avenida Montehiedra – Caimito, Camino Los Romero                    | Peaje con cobro electrónico en la entrada norte; salidas señalizadas como 4A (oeste), 4B (este) y 4 (oeste y este); antiguas salidas 3A-B y 3 |
| San Juan | Caimito                       | ↓ 4,05 ↑         | 4                                        | Avenida Montehiedra – Caimito, Camino Los Romero                    | Peaje con cobro electrónico en la entrada norte; salidas señalizadas como 4A (oeste), 4B (este) y 4 (oeste y este); antiguas salidas 3A-B y 3 |
| San Juan | Caimito                       | ↓5,1             |                                          | · Carril expreso sur – Caguas                                       | Acceso al carril expreso sur y salida del carril expreso norte; peaje con cobro electrónico en el acceso sur                                  |
| Trujillo Alto | Trujillo Alto                 | Sin salidas      | Sin salidas                              | Sin salidas                                                         | Sin salidas |
| Caguas | Río Cañas                     | ↓14,15           | 14                                       | · – Caguas / · – Humacao, Gurabo                                    | |
| Caguas | Río Cañas                     | ↑14,25           | · ↕ Plaza de peaje de Caguas Norte ↕     | · ↕ Plaza de peaje de Caguas Norte ↕                                | · ↕ Plaza de peaje de Caguas Norte ↕ |
| Caguas | Bairoa                        | ↑14,55           |                                          | · Carril expreso norte – Montehiedra, Cupey, San Juan               | Extremo sur del carril expreso; peaje con cobro electrónico en el acceso norte                                                                |
| Caguas | Bairoa                        | ↓15,5            | 15                                       | · – San Juan, Guaynabo, Río Cañas                                   | Extremo oeste de la PR-30; salidas 0A-B de la PR-30                                                                                           |
| Caguas | Bairoa                        | ↑15,8            | 15A                                      | · – San Juan, Guaynabo, Río Cañas                                   | Extremo oeste de la PR-30; salidas 0A-B de la PR-30                                                                                           |
| Caguas | Bairoa                        | ↑16,1            | 15B                                      | · – Caguas / · – Humacao, Gurabo                                    | Extremo oeste de la PR-30; salidas 0A-B de la PR-30                                                                                           |
| Caguas | Bairoa, Pueblo de Caguas      | ↓17,85- ↑18,7    | 18                                       | – Bairoa, Valle Tolima                                              | Intercambio tipo diamante |
| Caguas | Río Cagüitas                  | 18,85            | Puente sobre el río Cagüitas             | Puente sobre el río Cagüitas                                        | Puente sobre el río Cagüitas |
| Caguas | Pueblo de Caguas              | ↓19,4- ↑19,55    | 19                                       | – Aguas Buenas, Caguas                                              | |
| Caguas | Pueblo de Caguas, Cañaboncito | ↓20,2- ↑20,7     | 20                                       | Avenida Federico Degetau (PR-34)                                    | Intercambio tipo diamante |
| Caguas | Cañaboncito, Turabo           | ↓21,1- ↑21,7     | 21                                       | – Caguas Sur, Cidra, Certenejas                                     | Intercambio tipo diamante |
| Caguas | Turabo                        | ↓22,8- ↑23,3     | 23                                       | · – Caguas Sur, Borinquen                                           | Intercambio tipo diamante; antigua salida 22                                                                                                  |
| Caguas | Turabo                        | ↓23,5            | · ↕ Plaza de peaje de Caguas Sur ↕       | · ↕ Plaza de peaje de Caguas Sur ↕                                  | · ↕ Plaza de peaje de Caguas Sur ↕ |
| Cayey | Beatriz                       | ↓31,7- ↑32,6     | 32                                       | (Cruce Iván Colón Colón, Ivancito) / · – Cidra, Guavate, Cayey Este | Intercambio tipo diamante; antigua salida 31                                                                                                  |
| Cayey | Río de la Plata               | 36,15            | Puente sobre el río de la Plata          | Puente sobre el río de la Plata                                     | Puente sobre el río de la Plata |
| Cayey | Monte Llano                   | ↓38,5- ↑39,2     | 39                                       | · – Cayey, Aibonito, Cidra                                          | Provee acceso a la PR-7715; antigua salida 38                                                                                                 |
| Salinas | Lapa, Palmas                  | ↓49,05- ↑49,2    | Área de descanso                         | Área de descanso                                                    | Área de descanso |
| Salinas | Lapa                          | ↑57,4            | 58                                       | Albergue Olímpico (PR-1 hacia PR-712)                               | Antigua salida 56 |
| Salinas | Lapa                          | ↑57,9            | · ↕ Plaza de peaje de Salinas ↕          | · ↕ Plaza de peaje de Salinas ↕                                     | · ↕ Plaza de peaje de Salinas ↕ |
| Salinas | Lapa                          | ↓58,15           | 58                                       | Albergue Olímpico (PR-1 / PR-712)                                   | Antigua salida 56 |
| Salinas | Lapa                          | ↓60,75           | 60                                       | · – Guayama                                                         | Intercambio tipo T direccional; extremo sur de la PR-53; peaje con cobro electrónico en la plaza de peaje de Húcar; antigua salida 60↑        |
| Salinas | Lapa                          | ↑61,55           | 61                                       | · – Guayama                                                         | Intercambio tipo T direccional; extremo sur de la PR-53; peaje con cobro electrónico en la plaza de peaje de Húcar; antigua salida 60↑        |
| Salinas | Lapa                          | ↓65,5- ↑66,5     | 65                                       | – Salinas, Campamento Santiago                                      | Peaje con cobro electrónico en la salida norte y en la entrada sur                                                                            |
| Salinas | Río Nigua                     | 66,65            | Puente sobre el río Nigua                | Puente sobre el río Nigua                                           | Puente sobre el río Nigua |
| Santa Isabel | Jauca 2, Felicia 2, Jauca 2   | ↓76,55- ↑77,3    | 76                                       | – Santa Isabel, Coamo                                               | Intercambio tipo diamante |
| Santa Isabel | Río Coamo                     | 77,65            | Puente sobre el río Coamo                | Puente sobre el río Coamo                                           | Puente sobre el río Coamo |
| Santa Isabel | Descalabrado                  | ↓77,9 ↑78,15     | 77                                       | – Gabia                                                             | |
| Santa Isabel | Descalabrado                  | ↓81,25           | 80                                       | – Descalabrado, Los Llanos                                          | Salida sur y entrada norte; la PR-536 norte provee acceso a la PR-14                                                                          |
| Río Descalabrado | Río Descalabrado              | 81,8             | Puente sobre el río Descalabrado         | Puente sobre el río Descalabrado                                    | Puente sobre el río Descalabrado |
| Juana Díaz | Río Cañas Abajo               | ↓85,6            | · ↓ Plaza de peaje de Juana Díaz Este ↓  | · ↓ Plaza de peaje de Juana Díaz Este ↓                             | · ↓ Plaza de peaje de Juana Díaz Este ↓ |
| Juana Díaz | Amuelas                       | ↓91,65- ↑92,2    | 91                                       | – Juana Díaz, Villalba, Fort Allen                                  | Antigua salida 90 |
| Juana Díaz | Río Jacaguas                  | 92,55            | Puente sobre el río Jacaguas             | Puente sobre el río Jacaguas                                        | Puente sobre el río Jacaguas |
| Juana Díaz | Sabana Llana                  | ↑93,8            | · ↑ Plaza de peaje de Juana Díaz Oeste ↑ | · ↑ Plaza de peaje de Juana Díaz Oeste ↑                            | · ↑ Plaza de peaje de Juana Díaz Oeste ↑ |
| Río Inabón | Río Inabón                    | 94,3             | Puente sobre el río Inabón               | Puente sobre el río Inabón                                          | Puente sobre el río Inabón |
| Ponce | Coto Laurel                   | ↓95,2- ↑95,8     | 95                                       | – Coto Laurel                                                       | Intercambio tipo diamante; antigua salida 94                                                                                                  |
| Ponce | Coto Laurel, Sabanetas        | ↓97,75- ↑97,95   | 98A                                      | · – Ponce Norte, Adjuntas                                           | Intercambio tipo trébol; antiguas salidas 97A-B                                                                                               |
| Ponce | Coto Laurel, Sabanetas        | ↓98,05- ↑98,3    | 98B                                      | · – Aeropuerto Mercedita                                            | Intercambio tipo trébol; antiguas salidas 97A-B                                                                                               |
| Ponce | Sabanetas, Vayas              | ↓100,6- ↑100,75  | 101A                                     | · – Ponce Centro                                                    | Intercambio tipo trébol; angituas salidas 99A-B                                                                                               |
| Ponce | Sabanetas, Vayas              | ↓100,95- ↑101,05 | 101B                                     | · – Mercedita                                                       | Intercambio tipo trébol; angituas salidas 99A-B                                                                                               |
| Ponce | Río Bucaná                    | 103,75           | Puente sobre el río Bucaná               | Puente sobre el río Bucaná                                          | Puente sobre el río Bucaná |
| Ponce | Playa                         | ↓104,65- ↑104,9  | 104A                                     | · – Ponce Centro, Avenida Rafael Cordero Santiago, Plaza del Caribe | Intercambio tipo trébol |
| Ponce | Playa                         | ↓105,0- ↑105,2   | 104B                                     | · – Ponce Playa, Zona Portuaria                                     | Intercambio tipo trébol |
| Ponce | Playa                         | 105,5            | · ↕ Plaza de peaje de Ponce ↕            | · ↕ Plaza de peaje de Ponce ↕                                       | · ↕ Plaza de peaje de Ponce ↕ |
| Ponce | Canas                         | ↓107,95          | 108A                                     | · / · (Avenida Baramaya) – Ponce Oeste                              | Extremo sur de la PR-52 y la PR-9; antiguas salidas 107A, 107 y 107B; salida 224 de la PR-2                                                   |
| Ponce | Canas                         | ↑108,45          | 108                                      | Avenida Baramaya (PR-9 norte)                                       | Extremo sur de la PR-52 y la PR-9; antiguas salidas 107A, 107 y 107B; salida 224 de la PR-2                                                   |
| Ponce | Canas                         | ↓108,5           | 108B                                     | · – Mayagüez, Guayanilla                                            | Extremo sur de la PR-52 y la PR-9; antiguas salidas 107A, 107 y 107B; salida 224 de la PR-2                                                   |
| 1.000 mi = 1.609 km; 1.000 km = 0.621 mi ↑ En dirección norte • ↓ En dirección sur • ↕ En ambas direcciones Acceso incompleto • Cobro electrónico de peaje |                               |                  |                                          |                                                                     | |

| Nota: los hitos kilométricos representan la distancia de la alineación principal en vez del carril expreso. Todas las salidas están sin numerar. |                  |             |             |                          | |
| Municipio | Ubicación        | km          | ×           | Destinos                 | Notas                                                                                                   |
| San Juan | Monacillo Urbano | ↑0,0        |             | San Juan (PR-18 norte)   | Extremo norte de la PR-52 y sur de la PR-18; el carril expreso continúa por la PR-18 norte; sin rotular |
| San Juan | Caimito          | ↑5,45       |             | Caimito, Montehiedra     | Acceso vía carriles locales                                                                             |
| Trujillo Alto | Trujillo Alto    | Sin salidas | Sin salidas | Sin salidas              | Sin salidas                                                                                             |
| Caguas | San Antonio      | ↓11,25      |             | · – Caguas / · – Humacao | Acceso vía carriles locales                                                                             |
| Caguas | Bairoa           | ↓14,7       |             | · – Caguas, Cayey        | Extremo sur del carril expreso                                                                          |
| 1.000 mi = 1.609 km; 1.000 km = 0.621 mi ↑ En dirección norte • ↓ En dirección sur Transición de ruta                                            |                  |             |             |                          | |

## Galería

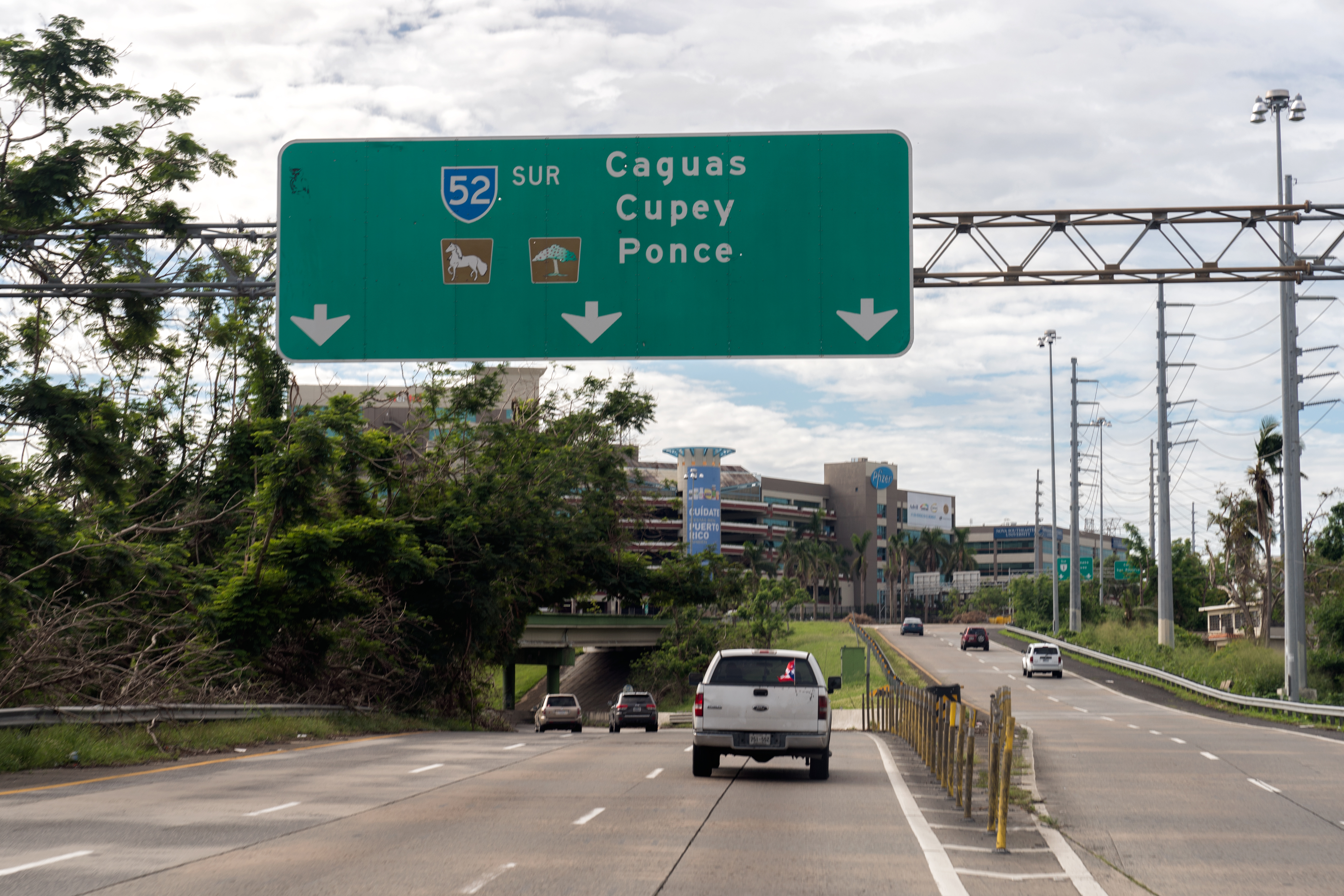
Autopista PR-52 sur en la salida a la carretera PR-1 sur en San Juan
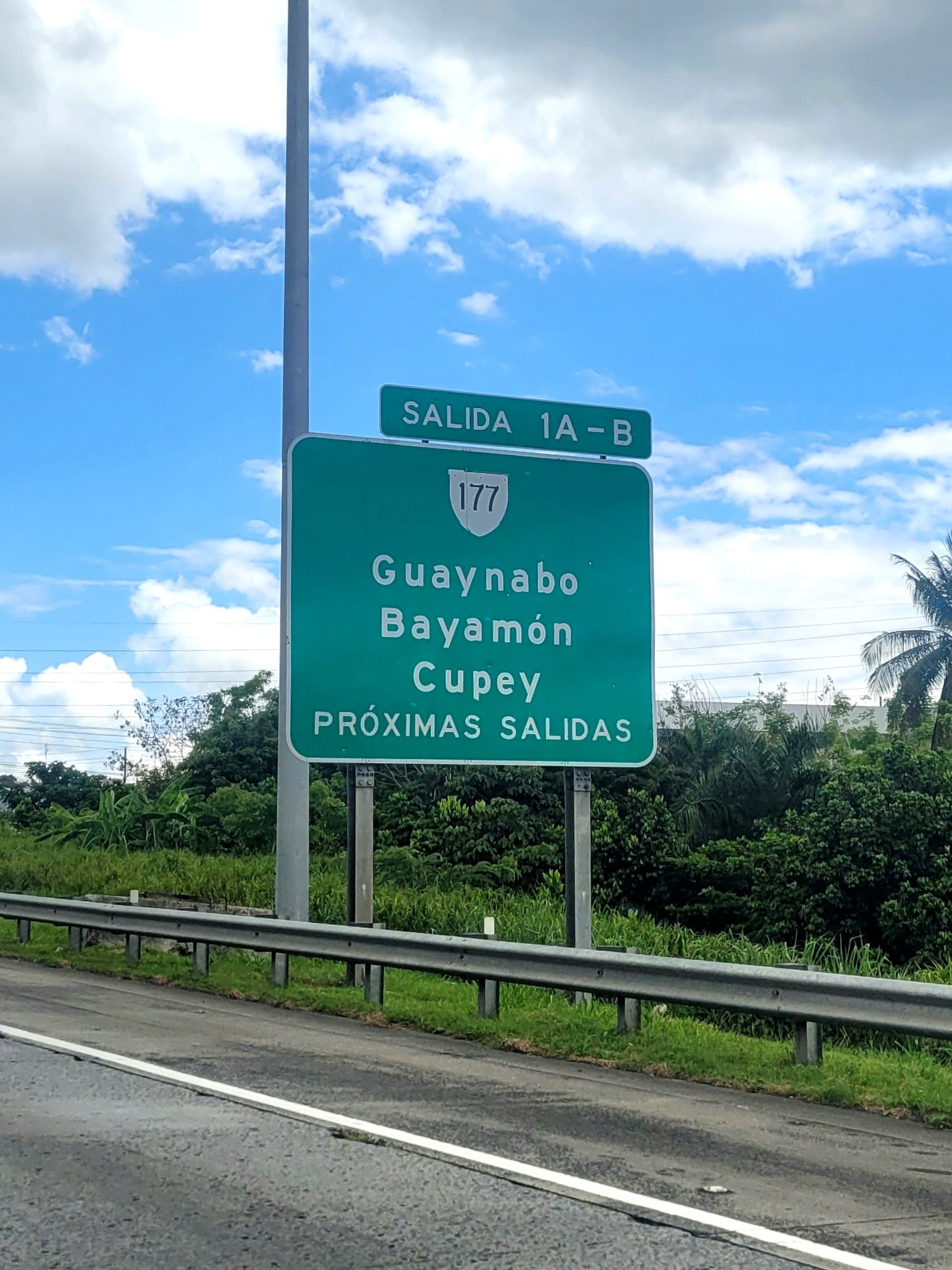
Autopista PR-52 sur acercándose a las salidas 1A-B hacia la carretera PR-177 en San Juan
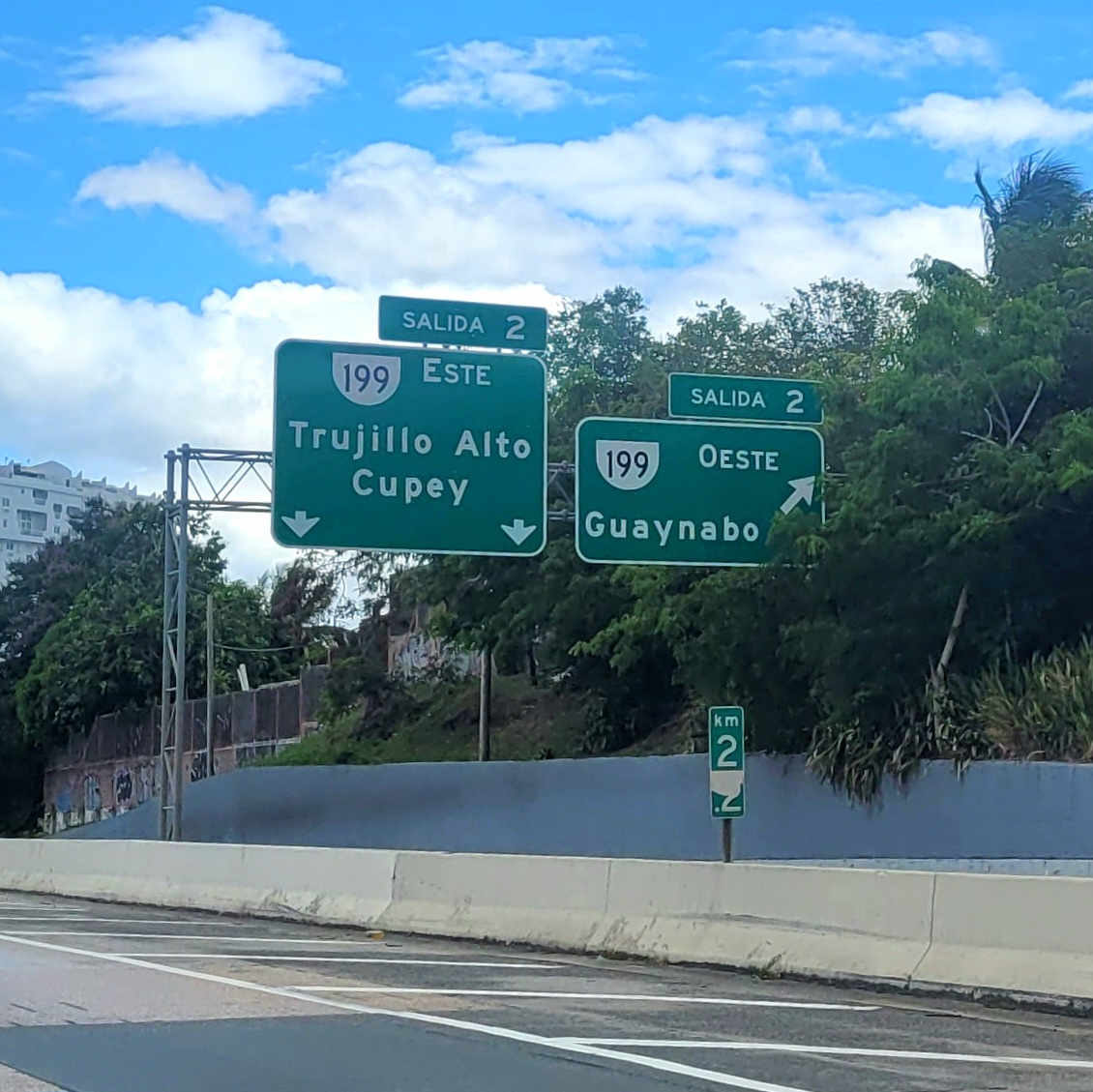
Autopista PR-52 sur en la salida 2 hacia la carretera PR-199 en San Juan
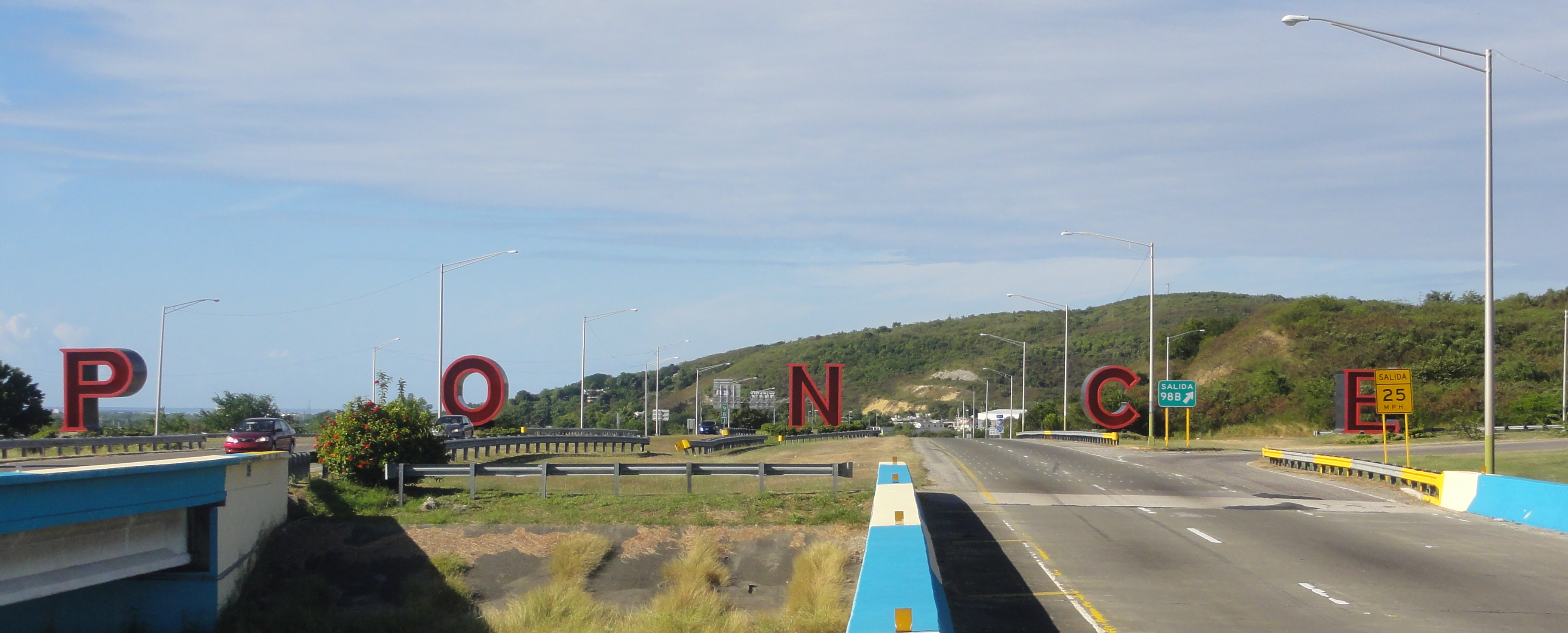
Autopista PR-52 sur entrando a Ponce en el intercambio con la carretera PR-10